# Rocha (Birne)

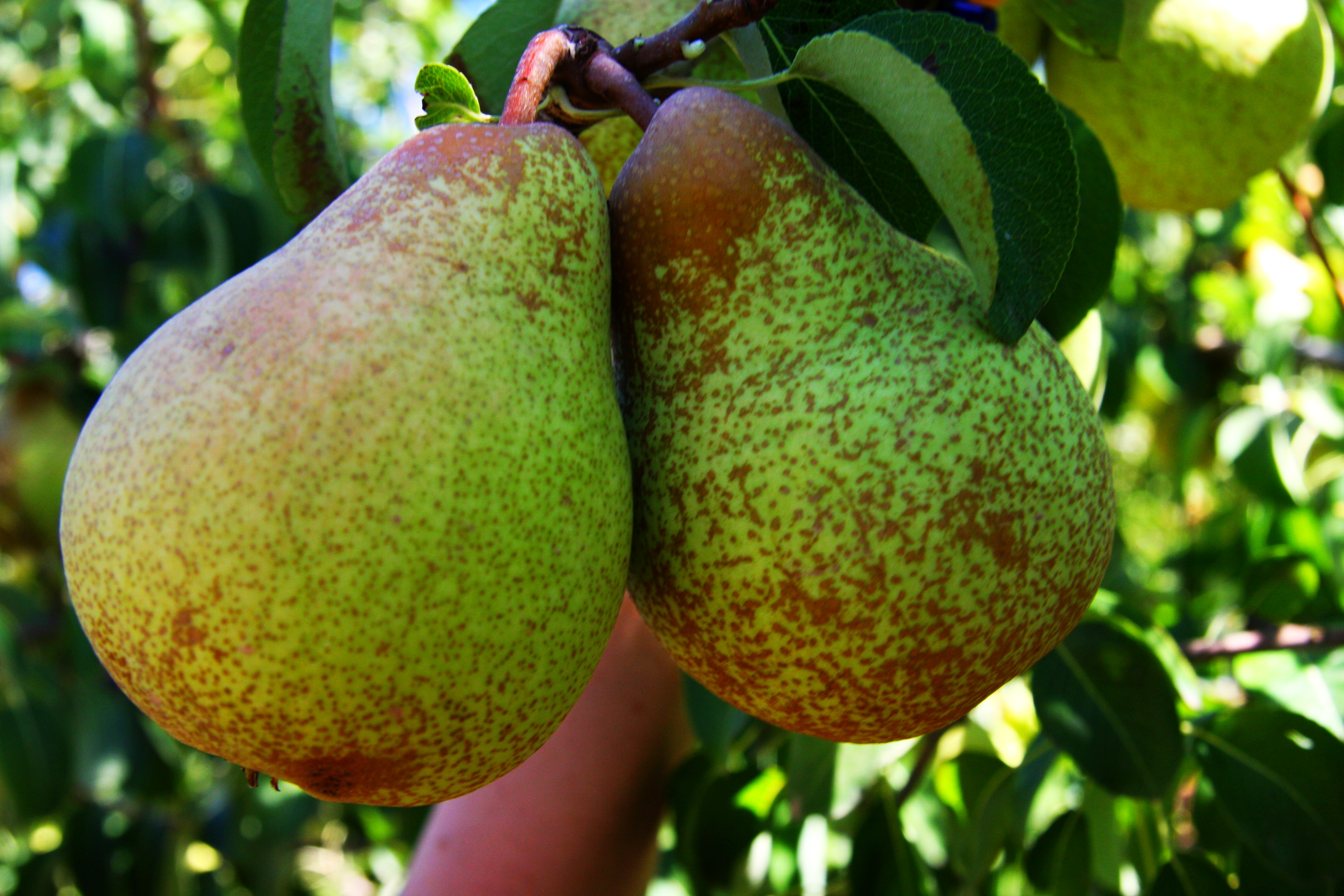
Früchte der Rocha-Birne

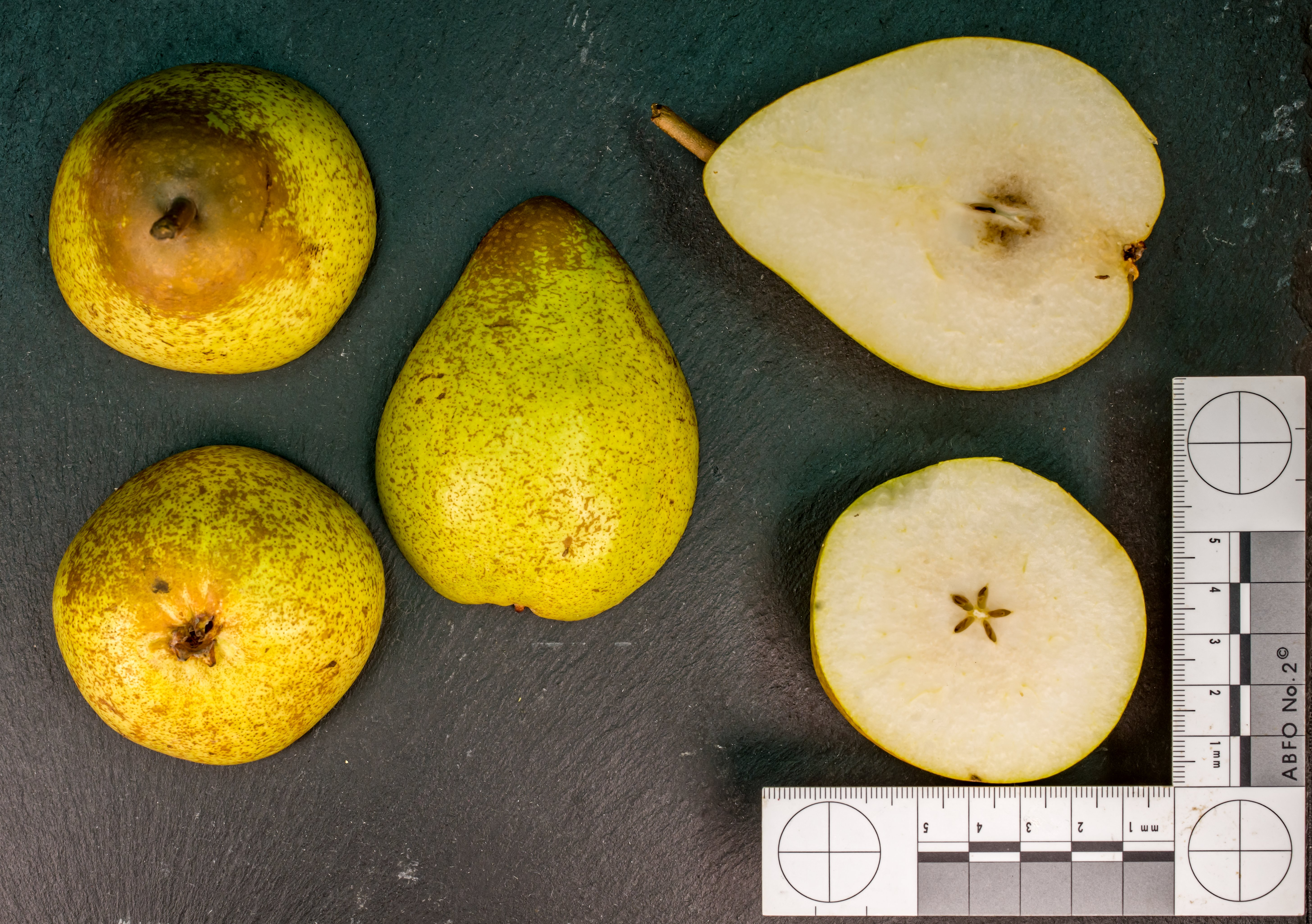
Querschnitte der Frucht

Die Rocha-Birne (port. ‘Pêra Rocha do Oeste’) ist eine Sorte der Birne (Pyrus communis), die in Portugal heimisch ist. Erstmals wurde sie 1836 in der Gemeinde Sintra erwähnt und wird mit stark zunehmender Tendenz in der Region Oeste angebaut.

## Frucht
Die Frucht zeichnet sich durch eine mittlere Größe von 55 bis 75 mm sowie ovale Form aus. Die Schale ist zart und grün bis gelblich mit kleinen Punkten. Das Fruchtfleisch ist fest, saftig und süß.

## Wirtschaftliche Bedeutung

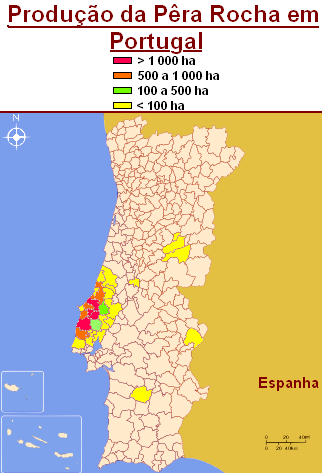
Größe der Anbauflächen der Rocha-Birne in Portugal

Sie gehört zu den zehn Birnensorten mit der größten Anbaufläche in der EU und 2004 wurden über 13.520 t Rocha-Birnen aus Oeste in Länder wie Großbritannien, Brasilien, Frankreich, Irland, Russland, Polen, die Niederlande, Kanada und Spanien exportiert.
Als Bezeichnung für Agrarerzeugnisse wurde Pêra Rocha do Oeste im Jahr 2003 zur geschützten Ursprungsbezeichnung innerhalb der EU erklärt. Unter diesem Herkunftsschutz beschränkt sich das Herkunftsgebiet auf die Kreise Sintra, Mafra, Arruda dos Vinhos, Sobral de Monte Agraço, Alenquer, Vila Franca de Xira, Azambuja, Torres Vedras, Cartaxo, Lourinhã, Bombarral, Cadaval, Santarém, Rio Maior, Peniche, Óbidos, Caldas da Rainha, Torres Novas, Alcanena, Alcobaça, Nazaré, Porto de Mós, Batalha, Tomar, Ferreira do Zêzere, Vila Nova de Ourém, Leiria, Marinha Grande und Pombal.

## Belege
1. ↑  Verordnung (EG) Nr. 492/2003 (PDF)
2. ↑  eAmbrosia: Pêra Rocha do Oeste. Abgerufen am 30. Juli 2025.
3. ↑  Veröffentlichung des Antrags auf Registrierung gemäß Artikel 6 Absatz 2 der Verordnung (EWG) Nr. 2081/92 zum Schutz von geografischen Angaben und Ursprungsbezeichnungen für Agrarerzeugnisse und Lebensmittel  Amtsblatt Nr. C 102 vom 27/04/2002 S. 0016 - 0017. Abgerufen am 30. Juli 2025 (deutsch).